# Calycanthus brockianus
Espèce
Calycanthus brockianus est une espèce de plantes à fleurs de la famille des Calycanthaceae.

## Répartition
Son aire de répartition naturelle est le Nord de la Géorgie dans le biome tempéré.

## Description
Calycanthus brockianus est un arbuste buissonnant dont les feuilles sont simples, opposées  et caduques. Il atteint 2 à 3 m. La floraison rouge a lieu de la fin du printemps au début de l'été. Les fleurs axillaires et solitaires sont parfumées. Les fruits sont des akènes contenus dans des enveloppes brunes. 

## Systématique
Le nom correct complet (avec auteur) de ce taxon est Calycanthus brockianus R.J.Ferry (d) & R.J.Ferry f. (d).,.

### Étymologie
Son épithète spécifique, brockianus, lui a été donnée en l'honneur du Dr. Dorothy L. Brock du North Georgia College (Dahlonega, Géorgie), scientifique, mentor et humaniste. 

### Publication originale
- (en) Robert J. Ferry Sr. et Robert J. Ferry Jr., « Calycanthus brockiana (Calycanthaceae), a new Spicebush from North Central Georgia », Sida, vol. 12, no 2,‎ 1987, p. 339-341 (ISSN 0036-1488 et 2334-3273, JSTOR 41967419, lire en ligne).